# Alex Wellington
Alexander Robertson „Duke“ Wellington (* 4. August 1891 in Madoc, Ontario; † 20. September 1967 in Burlington, New Jersey, USA) war ein kanadischer Eishockeyspieler, der während seiner aktiven Karriere zwischen 1910 und 1921 unter anderem ein Spiel für die Quebec Bulldogs in der National Hockey League auf der Position des rechten Flügelstürmers bestritten hat.

## Karriere
Wellington spielte von 1910 beginnend zunächst für zahlreiche Teams aus der Umgebung von Port Arthur, in der Nähe seiner Geburtsstadt Madoc in der kanadischen Provinz Ontario. Dort bewegte er sich bis 1915 im Amateurbereich, ehe er in die Vereinigten Staaten ging und dort in St. Paul, Pittsburgh und New York City für diverse Teams auflief.
Am 9. Januar 1920 wurde Wellington schließlich von den Quebec Bulldogs, einem Franchise der National Hockey League unter Vertrag genommen. Für das Team bestritt er im Verlauf der Saison 1919/20 ein Spiel. Anschließend kehrte er nach Port Arthur zurück und schließlich noch einmal nach New York City, um dort für seine Ex-Mannschaften zu spielen, ehe er seine Karriere 1921 für beendet erklärte.
Er verstarb am 20. September 1967 im US-amerikanischen Burlington im Bundesstaat New Jersey im Alter von 76 Jahren.